# Bruno Varela
Bruno Varela (ur. 4 listopada 1994 w Lizbonie) – kabowerdeńsko-portugalski piłkarz, występujący na pozycji bramkarza w portugalskim klubie Vitória SC oraz w reprezentacji Republiki Zielonego Przylądka. Młodzieżowy reprezentant Portugalii.

## Życiorys
Pochodzi z Republiki Zielonego Przylądka. W czasach juniorskich trenował w SL Benfica. W 2012 roku dołączył do jej drużyny rezerw. 29 sierpnia 2015 został wypożyczony do hiszpańskiego Realu Valladolid. 2 lipca 2016 został piłkarzem Vitórii Setúbal. W rozgrywkach Primeira Liga zadebiutował 21 sierpnia 2016 w zremisowanym 1:1 meczu z Benfiką. W debiutanckim sezonie w najwyższej lidze zagrał w 29 spotkaniach, w których zachował 8 tzw. czystych kont. 2 lipca 2017 ogłoszono jego powrotny transfer do Benfiki.
W 2016 roku wraz z reprezentacją wystąpił na igrzyskach olimpijskich w Rio de Janeiro.